# Mozilla应用程序框架
Mozilla应用程序框架（英語：Mozilla application framework）是一套跨平台软件组件，其构成了Mozilla应用软件。它最早被称为XPFE，一个跨平台前端的縮寫。后来也曾被称为XPToolkit。为避免混淆，它现在被称为Mozilla应用程序框架。
类似于GTK+、Qt和wxWidgets等应用程序框架，它的目的是提供适合制作网络应用程序（例如网页浏览器）的跨平台功能子集，以利用Gecko排版引擎中构建的跨平台功能。

## 组件
下列是该框架的各个组件：
Gecko
Gecko是一个为性能和可移植性设计的基于标准的排版引擎。
Necko
Necko为从传输层到表示层的多个网络层提供可扩展的 API。
XUL
XUL是用户界面的基础。它使用XML定义一个用户界面的各种用户界面元素，大多数控件、控制元素、模板等。它在许多方面类似HTML。
XBL
XBL允许定义在XUL中使用的自己的控件。
XPCOM
XPCOM是一个对象接口，允许与已开发“绑定”的符合编程语言进行接口化
XPConnect
XPConnect是XPCOM与JavaScript之间的绑定。
XPInstall
XPInstall是一种安装小包的技术，例如将扩展和主题安装到Mozilla应用程序，从安装存档（也称XPI）。
Web服务
Mozilla内置多种流行的Web服务标准，例如XML-RPC、SOAP（从Gran Paradiso Alpha 7起放弃)、WSDL，以及一个类似Internet Explorer中的简单的XMLHttpRequest。
其他
该框架支持若干项开放或公共标准，包括DTD、RDF、XSLT/XPath、MathML、SVG、JavaScript、SQL、LDAP等等。

## 使用该框架的应用程序
- Netscape Navigator 9网页浏览器
- Mozilla Firefox网页浏览器
- Flock网页浏览器
- Wine兼容层（Gecko作为内置的网页浏览器组件）
- SeaMonkey互联网套件
- Mozilla Thunderbird电子邮件客户端
- ChatZilla IRC客户端
- KompoZer WYSIWYG网页制作器
- Mozilla Sunbird日历
- ActiveState Komodo（英语：ActiveState Komodo） IDE和ActiveState Komodo（英语：ActiveState Komodo） Edit，从第五版开始。
- Songbird媒体播放器
- 前Joost IPTV客户端
- Celtx（英语：Celtx） screenplay写作应用程序
- Miro互联网电视应用程序
- Boxee（英语：Boxee）媒体中心软件
- Instantbird即时消息客户端